# Двійник (фільм, 1986)
«Двійник» (латис. Dubultnieks) — радянський художній фільм 1986 року, знятий на Ризькій кіностудії.

## Сюжет
Випадок вперше зводить двох близнюків — Еріка і Віктора, від яких мати відмовилася ще в пологовому будинку. Доля Еріка склалася цілком благополучно, а Віктор уже відбув термін у виправно-трудовій колонії. Зустрівшись, брати вирішують знайти матір і з'ясувати: чому вона їх кинула…

## У ролях
- Юріс Жагарс — Віктор
- Андрейс Жагарс — Ерік
- Антра Лієдскалниня — мати Еріка
- Майя Апіне — епізод
- Ліліта Озоліня — Ніна
- Аусма Кантане — справжня мати
- Астріда Кайріша — директор дитбудинку
- Артурс Дімітерс — колишній лікар
- Вітаутас Томкус — Черня
- Рудольф Аллаберт — епізод
- Леонс Кріванс — начальник цеху
- Енн Краам — епізод
- Леонідс Грабовскіс — епізод
- Зігріда Стунгуре — епізод
- Юріс Стренга — епізод
- Бертуліс Пізіч — епізод
- Марк Лебедєв — епізод
- Ілга Хінценберга — епізод

## Знімальна група
- Режисер — Ріхард Пікс
- Сценаристи — Андріс Колбергс, Валерій Тодоровський
- Оператор — Давіс Сіманіс
- Композитор — Мартіньш Браунс
- Художник — Гунар Балодіс